# Fredriksberg
Fredriksberg (também conhecido como Säfsen ou Säfsnäs) é uma área urbana localizada na comuna sueca Ludvika. Com 655 habitantes em 2010, é a quarta maior região de Dalarna.
Fredriksberg, localizado a cerca de 60 km a oeste da sede de concelho em Ludvika, é o centro demográfico e comercial da região oeste do município, e abriga algumas partes da administração municipal. A área está centralmente situada a oeste de Sueônia, perto da fronteira entre a Dalarna e Varmlândia, com a maioria das cidades grandes, tais como Borlänge, Karlstad, Örebro, Falun, Karlskoga e Mora em uma distância entre 8 e 13 milhas suecas (equivalente a 80-130 km).